# 東京大学エッジキャピタルパートナーズ
株式会社東京大学エッジキャピタルパートナーズ（とうきょうだいがくエッジキャピタルパートナーズ）は、東京大学が承認する「技術移転関連事業者」として、2004年4月創業のベンチャー企業に対して投資を行うベンチャーキャピタル。

## 概要
ベンチャー企業を通じた大学の「知」の社会還元を意図して、優れた知的財産・人材を活用するベンチャー企業に対して投資を行っている。創業以来、「UTEC 6号投資事業有限責任組合」、「UTEC 5号投資事業有限責任組合」、「UTEC 4号投資事業有限責任組合」、「UTEC 3号投資事業有限責任組合」、「UTEC 2号投資事業有限責任組合」、「ユーテック一号エグジット投資事業有限責任組合」の6つの投資事業有限責任組合（ベンチャーキャピタルファンド）を組成してこれまでに累積で約1300億円となる複数のファンドを運営し、153社以上に投資を行い、うち20社が株式上場、22社がM&A(合併・吸収)等の有意義なExitを果たしている。

## 投資方針
創業前を含めた様々な成長ステージに応じた投資や支援を行う。東京大学をはじめ様々な研究機関や企業と共同で事業を創ることに主眼を置く。
Science/Technologyを軸に、資本・人材・英知を還流させ、世界・人類の課題を解決するための新産業を創造することを目標としている。6号ファンドまでのほとんどの投資先に対して、リード投資家として取締役や監査役を派遣し、積極的にバリューアップ・経営支援を行ってきており、ハンズオン支援での強いコミットメントを特徴としている。投資先はシード・アーリー期を中心としている。

## 運営する投資事業有限責任組合（ベンチャーキャピタルファンド）[2]

### ユーテック一号エグジット投資事業有限責任組合
設立：2004年7月1日
無限責任組合員（GP）：株式会社東京大学エッジキャピタル
規模：約83億円
投資先：34件（上場9件、M&A等 8件）

### UTEC 2号投資事業有限責任組合
設立：2009年7月31日
無限責任組合員（GP）：株式会社東京大学エッジキャピタルパートナーズ、UTEC Venture Partners株式会社
規模：約71.5億円
投資先：13件（IPO 3件、M&A等 5件）

### UTEC 3号投資事業有限責任組合
設立：2013年10月15日
無限責任組合員（GP）：UTEC 3 Partners 有限責任事業組合
規模：約145.7億円
投資先：31件（保有中4件、上場4件、M&A等5件）

### UTEC 4号投資事業有限責任組合
設立：2018年1月17日
無限責任組合員（GP）：UTEC Partners有限責任事業組合
規模：約243.1億円
投資先：36件（保有中26件、上場4件、M&A等3件）

### UTEC 5号投資事業有限責任組合
出典:
設立：2021年5月7日
無限責任組合員（GP）：UTEC Partners有限責任事業組合
規模：304.1億円
投資先：40件（保有中38件）

### UTEC 6号投資事業有限責任組合
設立：2025年4月30日
無限責任組合員（GP）：UTEC Venture Partners有限責任事業組合
規模：約470-500億円(見込み)
投資先：1件（保有中1件）

## 沿革
出典:
- 2004年3月 - 中間法人(2008年12月より一般社団法人)東京大学産学連携支援基金設立
- 2004年4月 - 株式会社東京大学エッジキャピタル、中間法人東京大学産学連携支援基金により設立
- 2004年5月 - 株式会社東京大学エッジキャピタル、東京大学と覚書締結
- 2004年7月 - ユーテック一号投資事業有限責任組合設立
- 2009年7月 - UTEC2号投資事業有限責任組合設立
- 2013年10月 - UTEC3号投資事業有限責任組合設立
- 2014年1月 - 産業競争力強化法(平成25年法律第98号)施行
- 2016年1月 - 産業競争力強化法に基づき東京大学が東京大学協創プラットフォーム開発株式会社を設立
- 2017年10月 - 投資プロフェッショナルによりUTEC Partners有限責任事業組合設立
- 2018年1月 - UTEC4号投資事業有限責任組合設立
- 2018年4月 - 株式会社東京大学エッジキャピタルパートナーズ、UTEC Partners有限責任事業組合による設立と同時に東京大学と覚書を締結
- 2018年5月 - 株式会社東京大学エッジキャピタル、株式会社東京大学エッジキャピタルパートナーズと覚書を締結
- 2018年7月 - 株式会社東京大学エッジキャピタル、株式会社東京大学エッジキャピタルパートナーズへ資本参加
- 2019年3月 - 東京大学産学連携プラザから東京大学アントレプレナーラボ(南研究棟)へ転居
- 2020年6月 - 株式会社東京大学エッジキャピタル解散、株式会社東京大学エッジキャピタルパートナーズへ一本化
- 2021年2月 - 東京大学、一般社団法人東京大学産学連携支援基金より株式会社東京大学エッジキャピタルパートナーズ株式の寄附を受領
- 2021年5月 - UTEC 5号投資事業有限責任組合設立。
- 2023年1月 -「UTEC UTokyo Meetup」（後援：東京大学 産学協創推進本部・社会連携本部） 開催
- 2023年7月 -代表 郷治友孝、日本ベンチャーキャピタル協会(JVCA)会長に就任[6]
- 2024年5月 -UTEC創立20周年記念式典開催[7]
- 2025年4月30日- UTEC 6号投資事業有限責任組合設立。[8]

## 投資先企業
UTEC公式HP ポートフォリオを参照。

## メンバー
出典:

### INVESTMENT PROFESSIONAL
- 郷治　友孝（代表取締役社長 CEO）
- 坂本　教晃（代表取締役 COO）
- 宇佐美　篤（取締役）
- 井出　啓介
- 小林　宏彰
- キラン マイソール
- 宮原 崇
- 塩原　梓
- プリヤンカ ソニ
- 申　炯圭
- 戸田　広樹
- 鎌田 麻衣子
- 矢部 寿明

### PLATFORM
- 飯沼　舞子
- 野間　円
- 富永　清美
- 沖　大典

### ADMINISTRATION
- 﨑田　博之
- 吉岡　ふみ
- 高森　清明